# بدوطر عاري
بدوطر عاري (الاسم العلمي: Bodotria nuda) هو نوع من المفصليات يتبع جنس البدوطر من الفصيلة البدوطرية.